# Deuna
Deuna est une ancienne commune allemande située dans l'arrondissement d'Eichsfeld en Thuringe.

## Géographie

Situation de Deuna dans l'arrondissement

Deuna est située dans l'est de l'arrondissement, à la limite avec les arrondissements d'Unstrut-Hainich et Kyffhäuser, au nord des monts Dün. La commune fait partie de la Communauté d'administration d'Eichsfeld-Kessel et se trouve à 13 km au sud-est de Leinefelde-Worbis et à 27 km à l'est de Heilbad Heiligenstadt, le chef-lieu de l'arrondissement.
|               | Gerterode | Sollstedt    |
| Niederorschel | Deuna     | Helbedündorf |
|               | Dünwald   |              |

## Histoire
La première mention écrite du village date de 1162 dans un document émanant de l'archevêque de Mayence Conrad Ier de Wittelsbach qui offre au monastère bénédictin de Gerode des marchandises venant de Deuna. En 1315, les seigneurs de Rüdigershagen, qui tiennent le fief de l'archevêché de Mayence y font bâtir un château (wasserburg).
En 1515, Martin Luther habite le château qui est brûlé en 1525 pendant la Guerre des Paysans. Le château est reconstruit en 1540, il appartient alors aux Hagen qui en resteront les propriétaires jusqu'en 1896. L'expropriation de 1945 le transforme en maison de retraite, ce qu'il est de nos jours.
En 1802, lors de la sécularisation voulue par Napoléon Ier, Deuna est intégré au royaume de Prusse puis de 1807 à 1813, au nouveau royaume de Westphalie avant de réintégrer la Prusse et l'arrondissement de Worbis.
En 1940, le prêtre catholique de la paroisse, le père Gustav Vogt, célèbre la messe pour des prisonniers polonais. Il est pour cela emprisonné au camp de concentration de Dachau où il meurt.

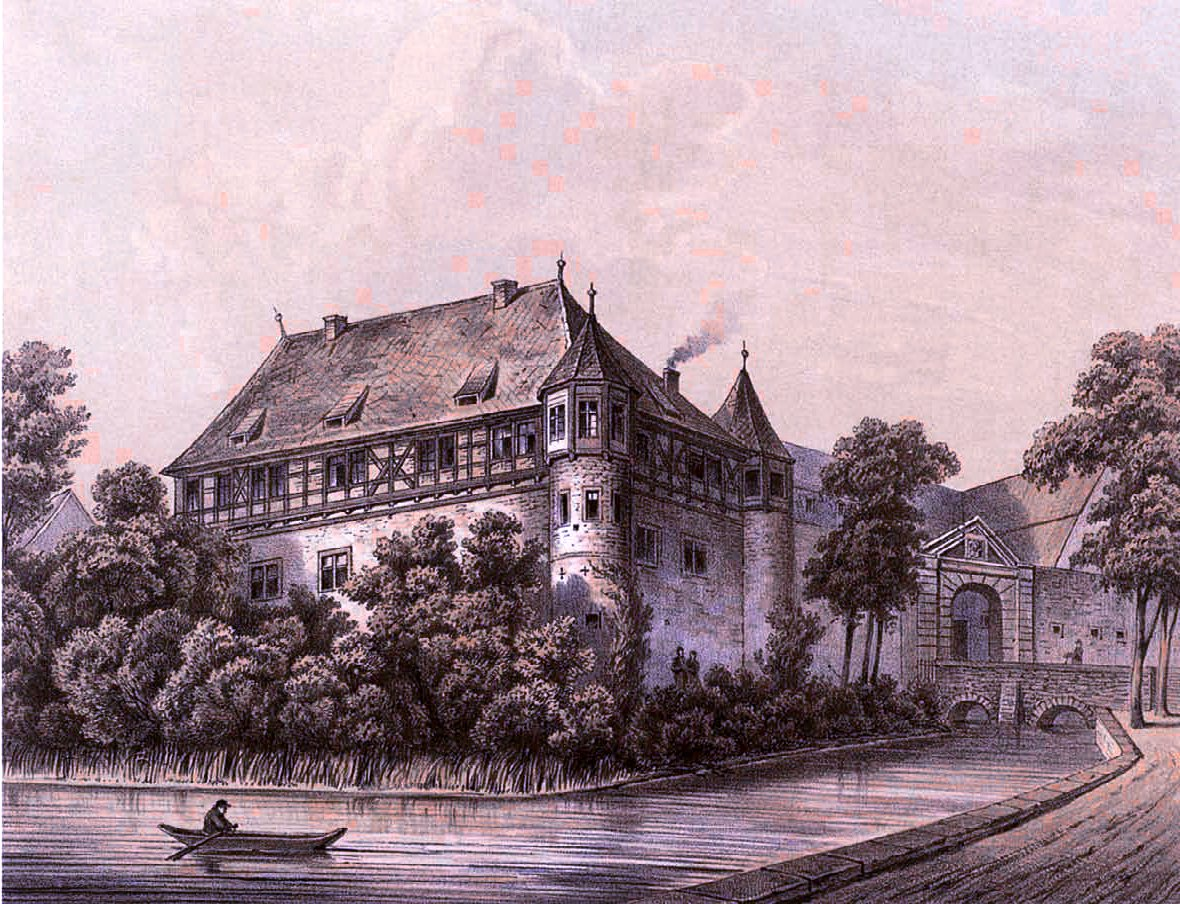
le château de Deuna en 1857

## Démographie
Commune de Deuna :
| 1910  | 1933 | 1939 | 1995  | 2000  | 2005  | 2010 |
| ----- | ---- | ---- | ----- | ----- | ----- | ---- |
| 1 122 | 982  | 949  | 1 130 | 1 112 | 1 061 | 960  |